# Le Sens de la mission
Le Sens de la mission est le 3e épisode de la saison 3 de la série télévisée Angel.

## Synopsis
Angel s'excuse auprès de Merl, le démon informateur, pour l'avoir frappé plusieurs fois. Une fois rentré chez lui, Merl est assassiné et l'équipe d'Angel Investigations, excepté Gunn qui pense que c'est une perte de temps, enquête sur son meurtre. Gunn se dispute avec Angel et retourne voir son ancien gang mais s'aperçoit que la plupart de ses membres ne lui font plus confiance, notamment Gio, un nouveau venu, car il travaille avec un vampire. D'autres démons pacifiques sont tués et Gunn se rend compte que son ancien gang est impliqué dans ces meurtres. 
Cordelia emmène Fred au Caritas pour que la jeune femme se sociabilise et Gunn et Wesley les accompagnent. Mais l'ancien gang de Gunn fait irruption et tue plusieurs démons. Gunn protège Lorne et tente de faire comprendre à son ami Rondell que tout n'est pas blanc ou noir et que certains démons ne sont pas néfastes. Seule Cordelia est autorisée à sortir du Caritas et elle court prévenir Angel. Angel envoie Cordelia trouver les trois Furies pour qu'elles lèvent le sort empêchant les démons d'être violents au Caritas. Quand Angel arrive au Caritas, Gio demande à Gunn de le tuer mais Gunn refuse tout en niant qu'il est ami avec Angel. Le sortilège est finalement levé par les Furies et un combat éclate entre les démons présents dans le bar et les membres du gang. Gio est dévoré par un démon et plusieurs autres sont tués. Gunn conseille à Rondell de ne plus sortir de son territoire. Wesley et Angel ont ensuite tous deux une explication avec Gunn.

## Production
Cet épisode était initialement censé être le deuxième de la saison mais son ordre de diffusion a été inversé avec Le Martyre de Cordelia juste avant qu'ils soient diffusés.

## Statut particulier
Pour Noel Murray, du site The A.V. Club, cet épisode sur le thème de l'intolérance évite l'écueil de la mièvrerie en se concentrant sur les « préoccupations spécifiques aux personnages » et en « accroissant l’ambiguïté » sur la question des démons, même s'il est frustrant de voir Gunn « incapable d'exprimer plus clairement ce qu'il ressent » alors que l'épisode est centré sur lui. Ryan Bovay, du site Critically Touched, lui donne la note de A, évoquant un épisode « bien construit et intelligent », une « métaphore subtile sur le sujet du racisme » qui manque parfois de tranchant dans son exécution mais comporte des scènes à la tension palpable très efficaces d'un point de vue dramatique.

## Distribution

### Acteurs crédités au générique
- David Boreanaz : Angel
- Charisma Carpenter : Cordelia Chase
- Alexis Denisof : Wesley Wyndam-Pryce
- J. August Richards : Charles Gunn
- Amy Acker : Winifred « Fred » Burkle

### Acteurs crédités en début d'épisode
- Andy Hallett : Lorne
- Jarrod Crawford : Rondell
- Khalil Kain : Gio

### Acteurs crédités en fin d'épisode
- Matthew James : Merl